# 수소전기버스
수소전기버스는 수소를 기반으로 하여 움직이는 전기버스를 가리키는 단어이다. 수소버스라고도 불린다.

## 설명
수소전기버스는 친환경차량 중에 하나이며 주로 저상버스에서 가장 많이 쓰이는 차종이다. 수소전기버스의 대표적 예시에는 현대 일렉시티의 수소전기버스가 대표적인 예시이며 현대 일렉시티의 FCEV가 수소전기버스에 속한다. 수소전기버스는 수소 자동차로 분류되며 천연가스버스에 비해서도 친환경적인 차종이 되고 유럽이나 미국 등의 해외에서도 수소를 기반으로 운행되는 수소전기버스가 운영되고 있다. 저상버스가 아닌 고상버스인 경우에도 수소전기버스가 운영되고 있으며 현대 유니버스 수소전기버스가 수소를 연료로 하는 고상버스이자 수소전기버스이다.

## 같이 보기
- 전기버스
- 버스